# Col du Bez
Le col du Bez est un col français du Massif central situé en Ardèche.

## Situation
Le col du Bez se situe sur la ligne de partage des eaux entre l'Atlantique et la Méditerranée, entre Luc et Jaujac, sur la route départementale D 19, à 1 224 mètres d'altitude. Il se situe également au pied du col du Pendu.

## Activités

### Randonnée
C'est le point de croisement des chemins de randonnées GR 4, GR 7, GR 72 et GRP Tour de la montagne ardéchoise. Un gîte d'étape s'y trouve.

### Cyclisme
Le col a été franchi lors de la 15e étape du Tour de France 2015 reliant Mende à Valence et a été classé en 4e catégorie. Le Français Thibaut Pinot est passé en tête. Grimpé par le versant ouest depuis le croisement (1 050 m) entre les routes D19 et D301, non loin du lieu-dit « Fourmarèche » sur la commune de Saint-Etienne de Lugdarès, l'ascension fait 5,6 km à 3,2 %. Grimpé par le versant est depuis le carrefour (1 181 m) des routes D19 et D24 (également au pied des cols de la Croix de Bauzon et de Meyrand), il ne grimpe que sur 1,5 km à 3,2 %.

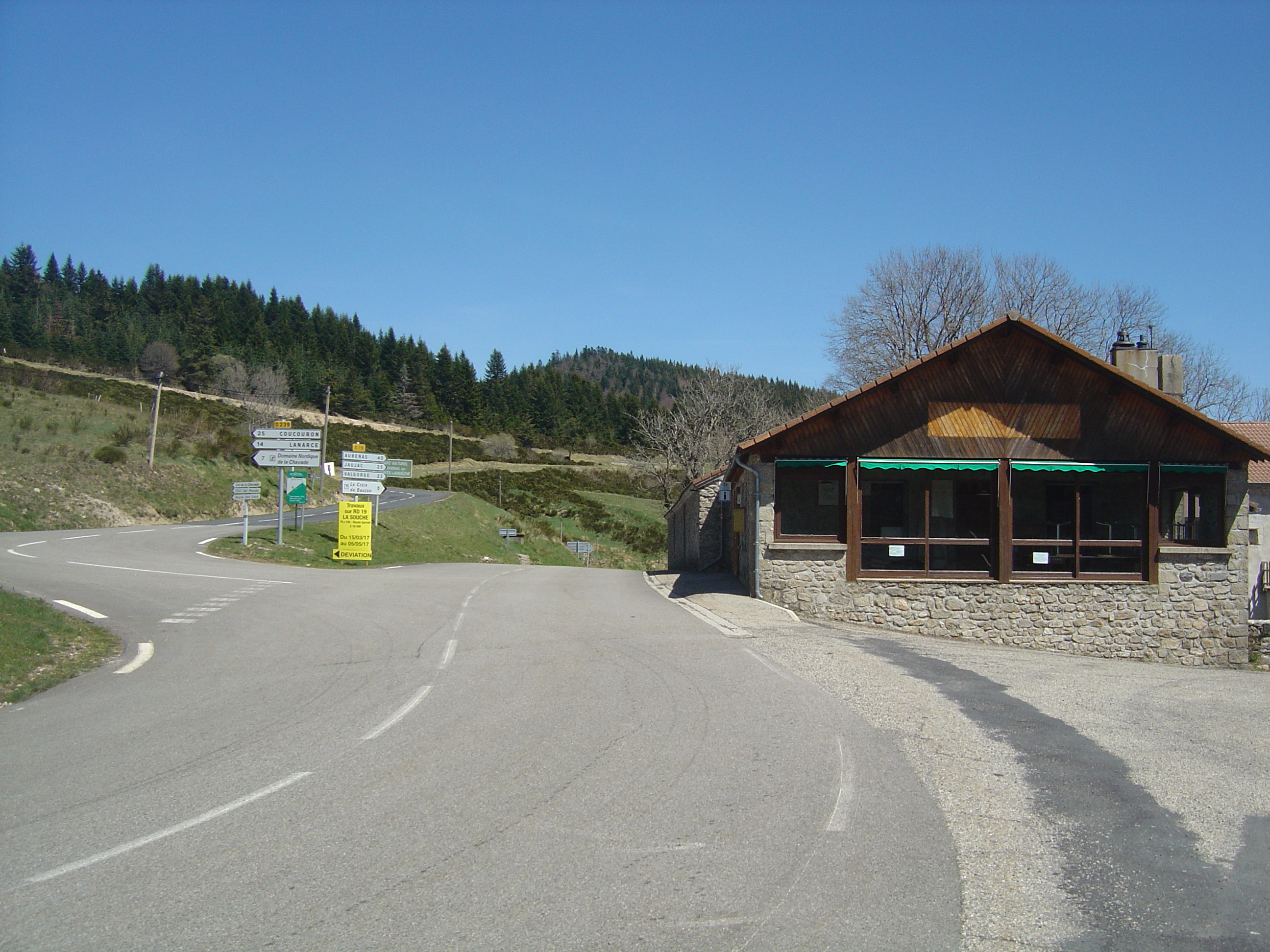
L’auberge du col du Bez et le pied du col du Pendu.
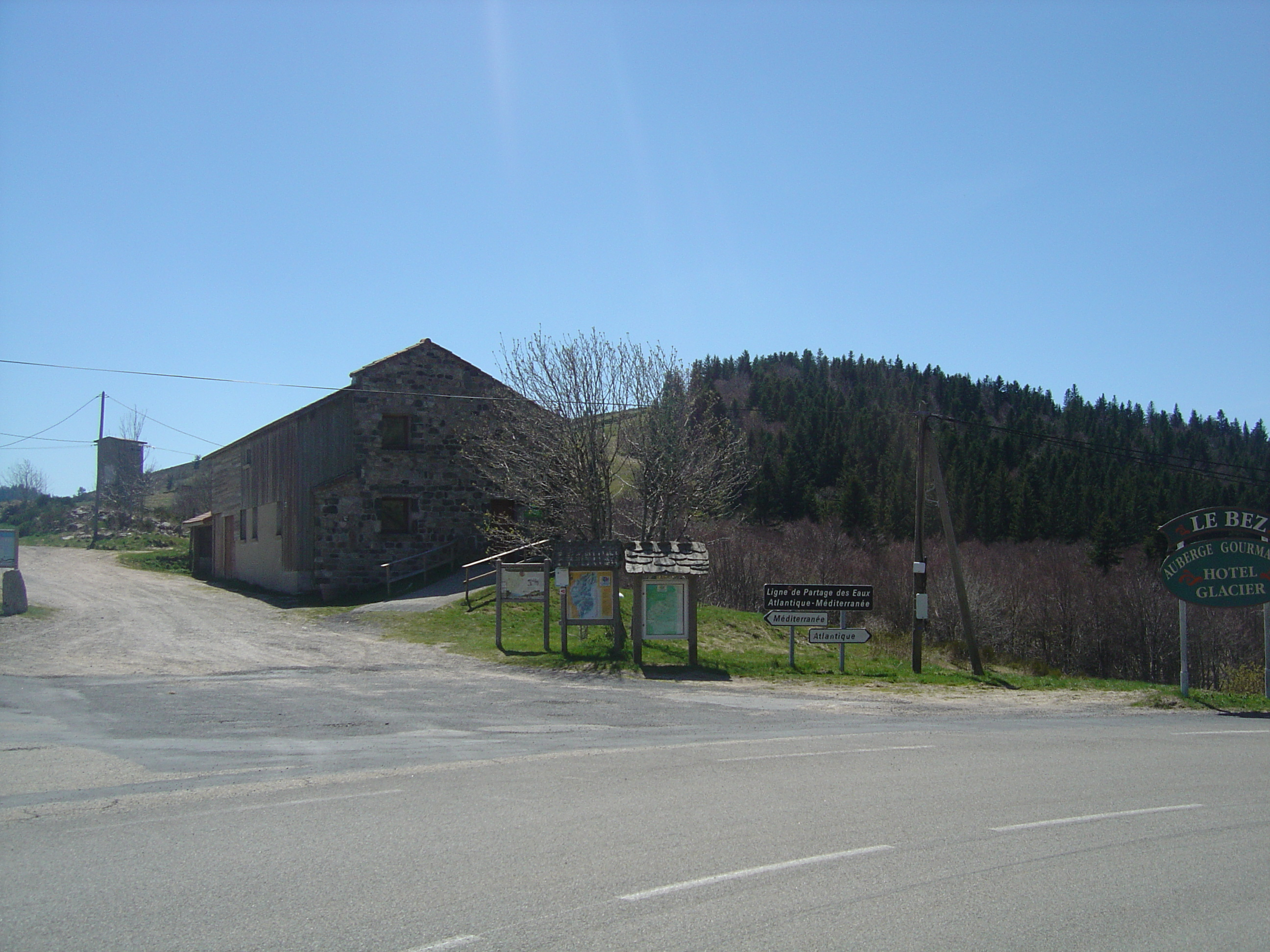
Au col, la ligne de partage des eaux.
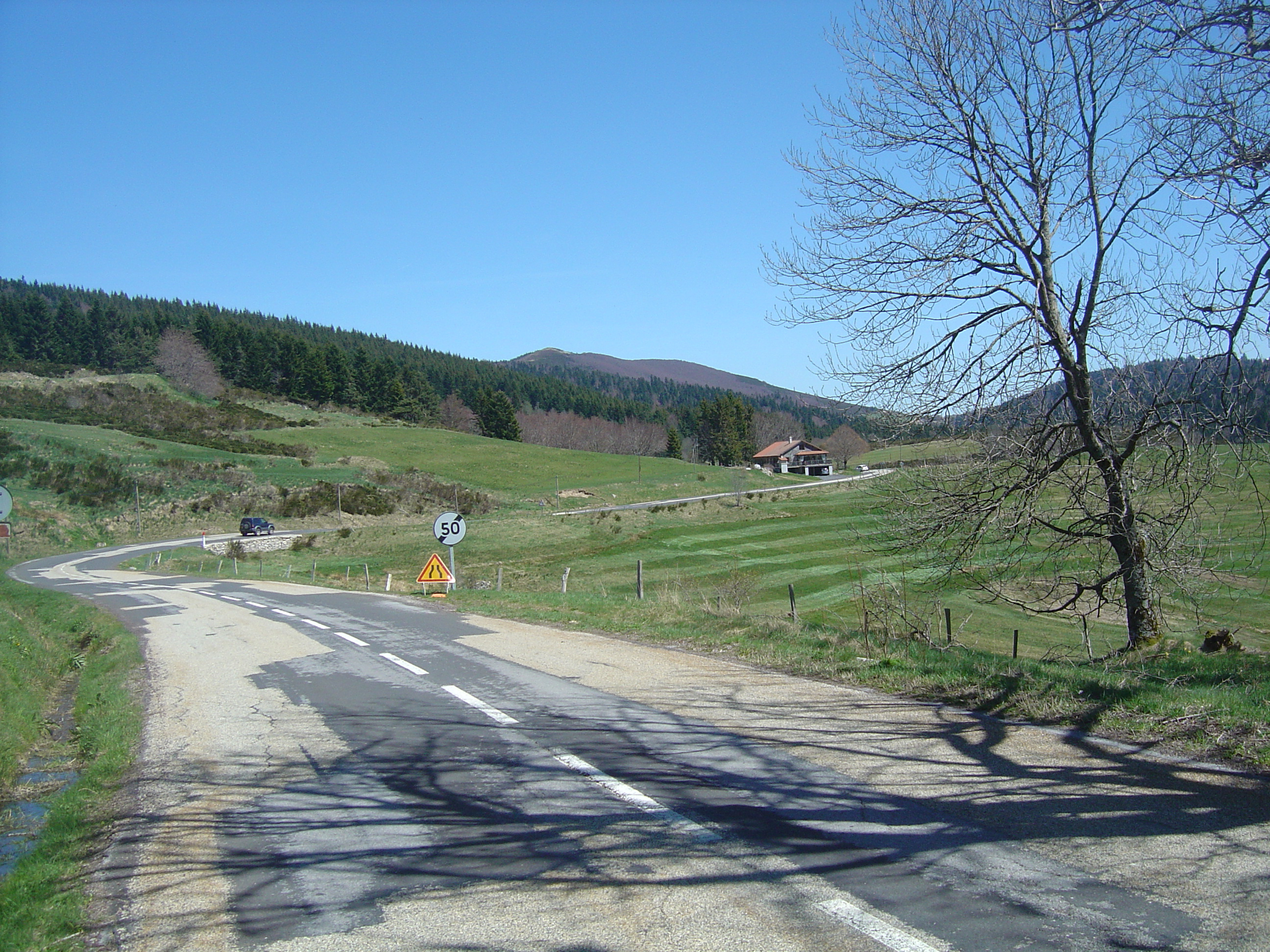
En arrière, les derniers hectomètres du versant est.
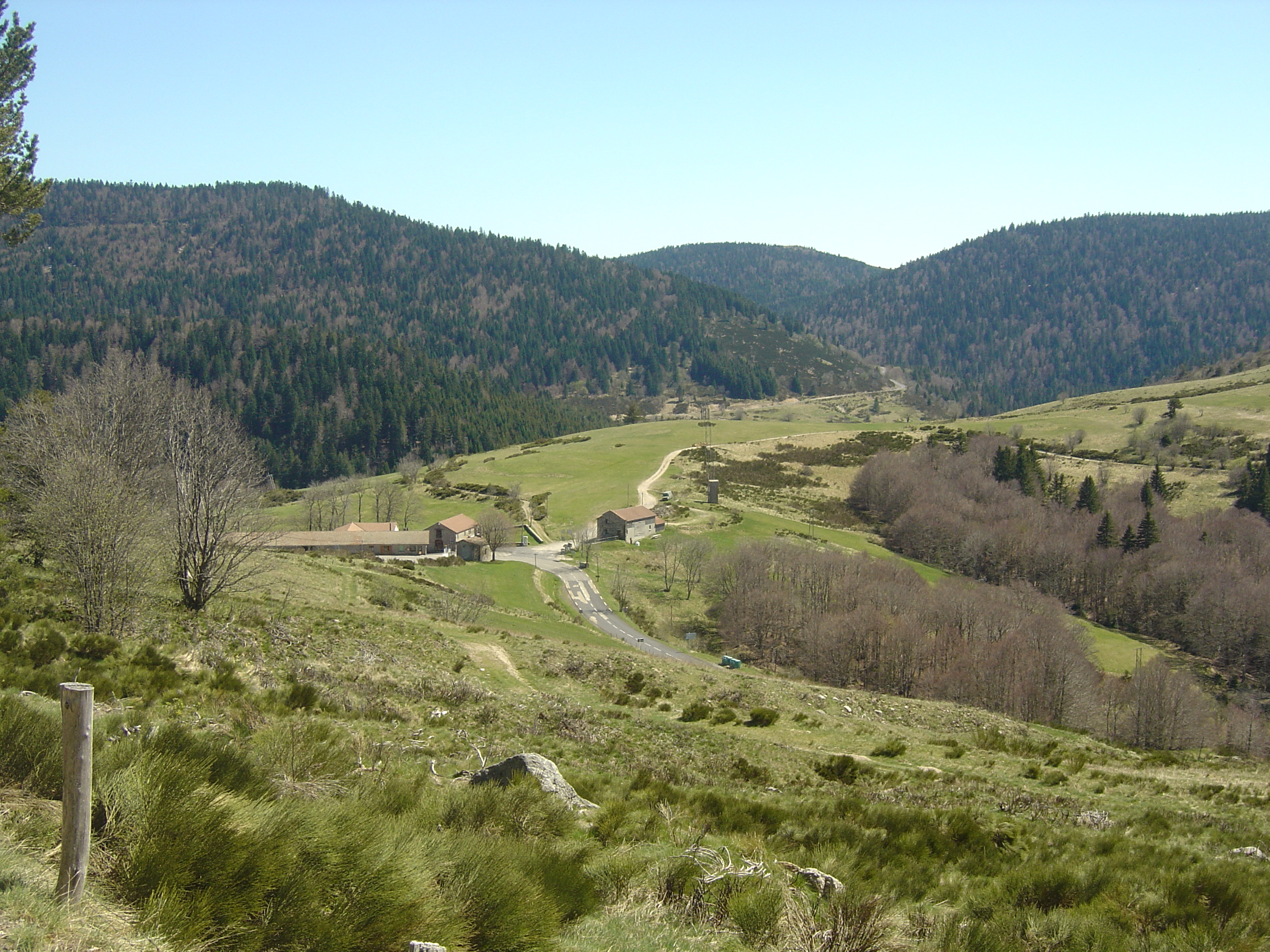
Le col du Bez plus bas vu depuis la route du col du Pendu.